# Echeveria subalpina
Echeveria subalpina là một loài thực vật có hoa trong họ Crassulaceae. Loài này được Rose & Purpus miêu tả khoa học đầu tiên năm 1910.